# Кош-Дёбё (Иссык-Кульская область)
Кош-Дёбё (кирг. Кош-Дөбө) — село в Тюпском районе Иссык-Кульской области Кыргызстана. Входит в состав Аралского аильного округа. Код СОАТЕ — 41702 225 810 04 0.

## Население
По данным переписи 2009 года, в селе проживало 467 человек.
По данным переписи 2022 года, в селе проживало 675 человек.